# Monty Brown
Monty Brown (Detroit (Michigan), 13 april 1970) is een Amerikaans voormalig Americanfootballspeler en voormalig professioneel worstelaar die vooral bekend is van zijn tijd bij Total Nonstop Action Wrestling, van 2002 tot 2005, en World Wrestling Entertainment als Marcus Cor Von, van 2006 tot 2007.

## In het worstelen
- Finishers
  - Alpha Bomb
  - Pounce

- Signature moves
  - Alphalution
  - Circle of Life

- Bijnaam
  - "The Alpha Male" (WWE)

- Opkomstnummers
  - "Down with the Sickness" van Disturbed (onafhankelijke circuit)
  - "Smooth" van Jim Johnston (WWE)

## Prestaties
- Juggalo Championship Wrestling
  - JCW Heavyweight Championship (1 keer)

- Prime Time Wrestling
  - PTW Heavyweight Championship (1 keer)

- Pro Wrestling Illustrated
  - PWI Rookie of the Year (2004)